# A Dơk
A Dơk là một xã thuộc huyện Đak Đoa, tỉnh Gia Lai, Việt Nam.

## Địa lý
Xã A Dơk có vị trí địa lý:
- Phía Bắc giáp xã Glar và thành phố Pleiku
- Phía Nam giáp xã Ia Pết và xã Trang
- Phía Đông giáp xã Glar và xã Trang
- Phía Tây giáp xã Ia Băng.

Xã A Dơk có diện tích 21,31 km², dân số năm 1999 là 3.872 người, mật độ dân số đạt 182 người/km².

## Lịch sử
Xã A Dơk được thành lập năm 1983 từ việc chia tách xã Ia Pết cũ thành 2 xã mới là Ia Pết và A Dơk.